# パフィオペディルム・インシグネ
パフィオペディルム・インシグネ（英: Paphiopedilum insigne） はラン科植物の一つ。洋ランとして栽培され、この属の代表的存在であり、交配親としてもきわめて重要。

## 概要
この種は非常に古くから知られ、この属のタイプ種でもある。緑地に褐色の斑点を持つ花をつける。花は小輪ではあるが、栽培がきわめて容易なため、非常によく栽培される。黄緑花の変種があり、これも含め、多くの交配品の親となっている。

## 特徴
常緑性の多年草。葉は3-5枚を根生し、緑色で長楕円形。花茎は斜上して、先端に1輪をつける。背萼片は楕円形で黄緑地に赤褐色の丸い斑点を散らす。縁は白くなり、波打つ。側花弁は広い線形で、黄緑地に褐色を帯び、先端は緩やかに前に向かって曲がる。唇弁は浅い褐色で縁は黄緑、袋状で縁は少し外向きになり、耳は大きい。
なお、変種としてサンデレー var. sanderae がある。基本変種の花色から褐色が抜けたもので、全体に淡い緑色で、背萼片の縁が白い。

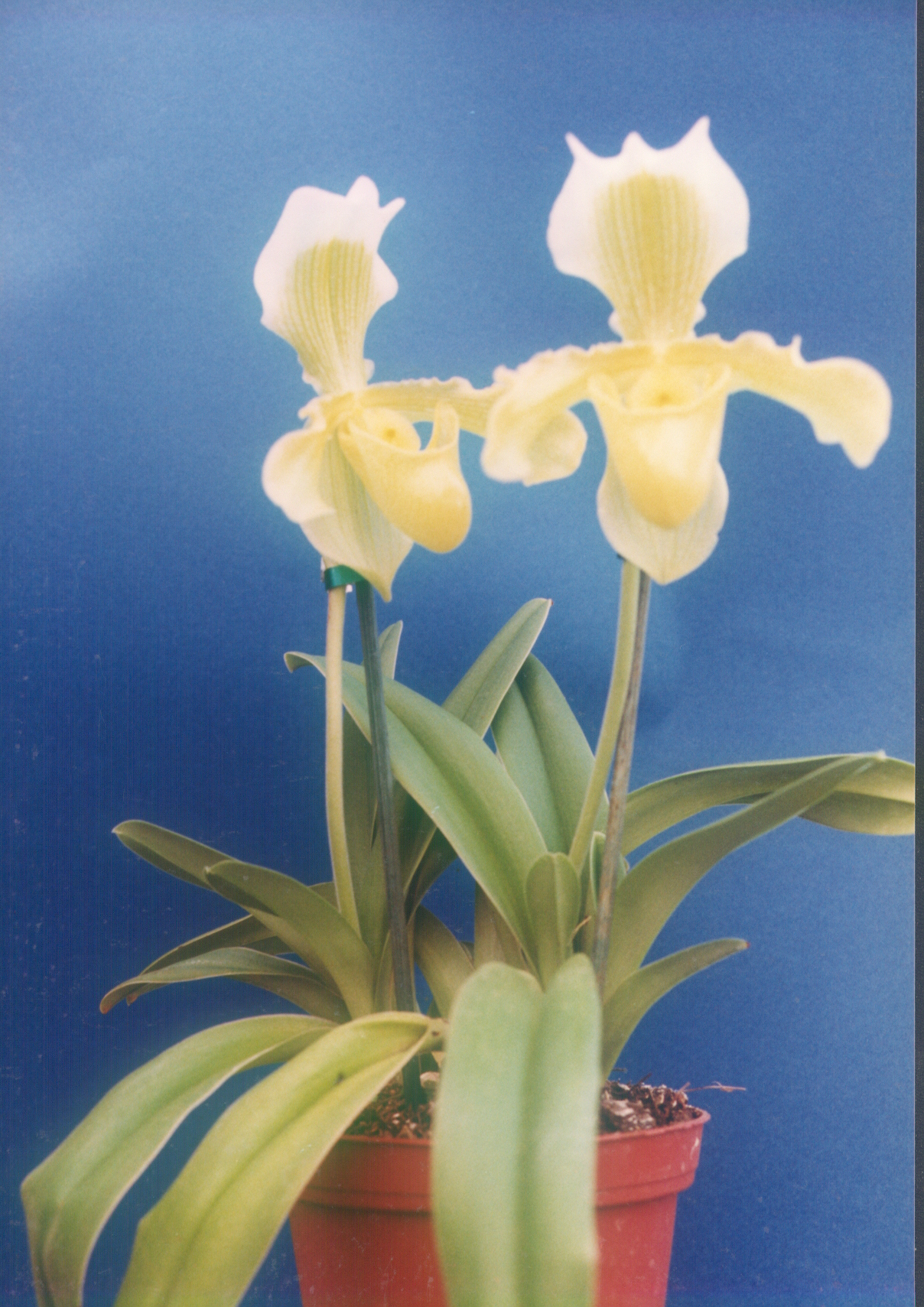
変種サンデレー

## 分布と生育環境
インド・アッサムに産する。

## 利用
洋ランとして栽培される。花は大きくないが、栽培が容易なために広く栽培される。発見も古く、1819年にWallichによってアッサムで発見され、すぐに英国に送られ、翌年にはリバプールの植物園で開花した。
本属の「原種として一番知られている」だけでなく、「洋蘭中最も広く知られている」とさえ言われた。開花時期が12月であるだけに、クリスマスや正月用の切り花としても重用されてきた。
変種のサンデレーは洋蘭で有名なサンダー商会が本種を輸入した際に一株だけ出現したもので、「極めて上品な感じを持っており」、これもよく栽培される。他に個体名のつけられたものに三倍体で花が12-3cmにもなる'Harefield Hill'や、側花弁も袋状の唇弁になった'Oddity'などが知られる。
また、本種そのものが栽培されているだけでなく、交配親としても非常に重要で、とても多くの交配品を生んでいる。「改良の中心的役割を果たし」、「現代交配種の先祖」との声もある。変種サンデレーは黄緑色系の花を作出するための交配親に使われる。たとえば初期の交配種リーアヌム Paph. Leeanum は本種と Paph. spicerianum との交配種で、1884年に登録されている。本種より背萼片が幅広く白身が強い程度ではあるが、これらを元に、より大きく、より美麗な品種が多数作られた。